# Dulcinea Bellido
Dulcinea Bellido Carvajal (Valencia del Ventoso, Badajoz, 19 de abril de 1936-Madrid, 22 de enero de 2001) fue una destacada militante feminista del Partido Comunista de España (PCE) y una de las fundadoras del Movimiento Democrático de Mujeres (MDM).

## Trayectoria
Nació en 1936 en una familia de campesinos. Comenzó a trabajar a los ocho años. En 1947, toda la familia emigró a Madrid y, un año después, Bellido comenzó a trabajar como aprendiza de modista. Entró a los diecisiete años en el PCE siendo una de las pocas mujeres jóvenes militantes. Comenzó a participar en la difusión de propaganda y allí conoció al político Luis Lucio Lobato con quien se casó. En 1956, fue detenida por primera vez junto a a su marido. Cuando él volvió a ser detenido en 1959 junto a Simón Sánchez Montero y conducidos al centro penitenciario del penal del El Dueso, conoció a Carmen Rodríguez, esposa de Sánchez Montero. Ambas se convirtieron en las grandes promotoras de los grupos de mujeres de presos organizando visitas a autoridades civiles, eclesiásticas y militares en las que pedían la amnistía para sus familiares presos y una mejora en las condiciones de vida en las cárceles.
Bellido comenzó a tomar conciencia feminista y, por ello, fue fundadora junto a Merche Comabella, M.ª Dolors Calvet y Rosalía Sender del Movimiento Democrático de Mujeres en 1965. En 1968, se hizo público su programa y se celebró su Primera Reunión General en 1970. Bellido trató de que el MDM estuviese integrado por mujeres y en el que hubiera comunistas, católicas e independientes con inquietudes sociales. El MDM creó células de trabajo solidario en los barrios de Madrid: Usera, Carabanchel, Villaverde, Vallecas, Prosperidad, San Cristóbal de los Ángeles y Ventas y en municipios como Getafe. Comenzaron a trabajar con las asociaciones de amas de casa, que eran legales. También intentaron atraerse a las mujeres de los círculos intelectuales antifranquistas como Manuela Carmena o Cristina Almeida, entonces jóvenes universitarias.
Bellido fue en 1970 con Vicenta Camacho al Vaticano a denunciar la situación de represión y la situación en que se encontraban sus respectivos familiares, Marcelino Camacho y Luis Lucio Lobato.
Desde 1975, fue miembro del Comité Central del PCE y del Comité Provincial de Madrid. En las elecciones generales de 1977, las primeras a las que se presentaba el PCE después de su legalización, ocupó el sexto puesto en la lista por Madrid encabezada por Santiago Carrillo. También estuvo al frente de la Comisión del Comité Central del PCE para la Cuestión Femenina, creada en 1976 y que organizó la Primera Conferencia para la Liberación de la Mujer.

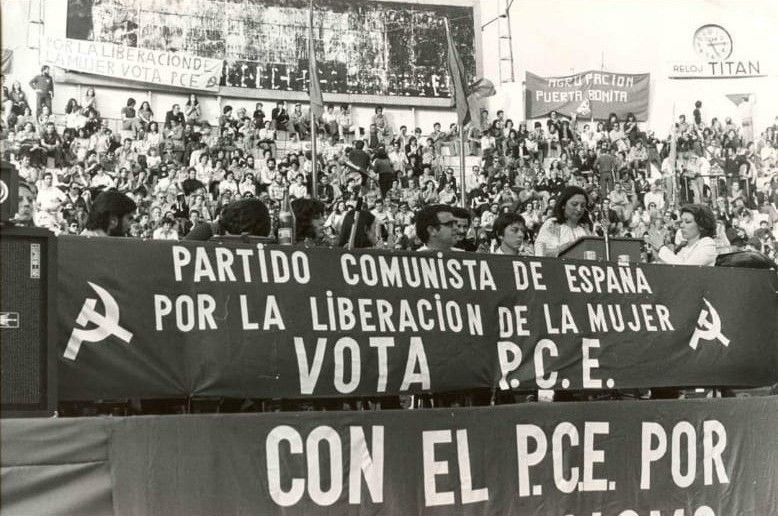
Dulcinea Bellido en el mitin del PCE por la liberación de la mujer

Entre 1970 y 1975, dirigentes del MDM madrileño como Rosa Roca, Queta Bañón, Maruja Aslaber, Mercedes Pintó, Merche Comabella, Mari Claire Vella, Emilia Graña o la propia Bellido pasaron por los calabozos de la Dirección General de Seguridad.En 1975, fue una de las asistentes de la delegación española al Congreso Mundial de Mujeres de Berlín oriental. Ese mismo año también participó en las I Jornadas por la Liberación de la Mujer que se celebraron en Madrid los días 6, 7 y 8 de diciembre.
El 28 de mayo de 1977, intervino en la Plaza de Toros de Vista Alegre en Madrid en un mitin calificado de “mitin feminista” del PCE, ante 20.000 personas junto a Merche Comabella, Begoña San José, Cristina Almeida y la cantante y actriz Ana Belén.
Murió en enero de 2001 en Madrid.

## Legado
Bellido es una de las protagonistas del documental “Por mí y por todas mis compañeras”, dirigido por Carmen Barrios Corredera, Premio II Residencia Artística de la UNED. Este documental es la secuela de un amplio reportaje grabado por la televisión pública sueca en los años 70, inédito en España y titulado Mujeres en lucha en el que las entrevistadas cuentan su lucha por la democracia y las dificultades para enfrentarse a los poderes oficiales y fácticos.